# Dänische Badmintonmeisterschaft 1997
Die Dänische Badmintonmeisterschaft 1997 fand im Februar 1997 in Højbjerg statt. Es war die 67. Austragung der nationalen Titelkämpfe im Badminton in Dänemark.

## Sieger und Finalisten
| Disziplin    | Gold                                                                   | Silber                        |
| ------------ | ---------------------------------------------------------------------- | ----------------------------- |
| Herreneinzel | Peter Rasmussen, Hillerød                                              | Thomas Stuer-Lauridsen        |
| Dameneinzel  | Camilla Martin, Gentofte BK                                            | Mette Sørensen                |
| Herrendoppel | Jon Holst-Christensen, Lillerød BK Michael Søgaard, Kastrup-Magleby BK |                               |
| Damendoppel  | Lisbet Stuer-Lauridsen, Gentofte BK Marlene Thomsen, Skovshoved IF     | Rikke Olsen Helene Kirkegaard |
| Mixed        | Thomas Stavngaard, Lillerød BK Ann Jørgensen, Lillerød BK              | Rikke Olsen                   |